# Brad Zoern
Brad Zoern (* 19. Juni 1970 in Windsor, Ontario) ist ein kanadischer Mischtonmeister. 

## Leben
Brad Zoern spielte während seiner High-School-Zeit in verschiedenen Bands Schlagzeug. Nach der High School schrieb er sich im Sheridan College in Ontario ein, wo er Medienkunst studierte. Er spezialisierte sich im Bereich Tontechnik und wurde Toningenieur. Seine Karriere begann er bei Film House/Deluxe Production, bis er sich 2004 als Freelancer selbstständig machte. Mittlerweile arbeitet er für Deluxe Entertainment in Toronto. Im Laufe seiner Karriere arbeitete er an mehr als 100 Filmen und Fernsehserien mit.
2012 wurde er für seine Arbeit an der Miniserie Hatfields & McCoys mit einem Primetime Emmy ausgezeichnet.
Zusammen mit Christian Cooke und Glen Gauthier wurde er bei der Oscarverleihung 2018 für seine Arbeit an Shape of Water – Das Flüstern des Wassers für einen Oscar in der Kategorie Bester Ton nominiert.

## Filmografie (Auswahl)
- 1995: Der kleine Bär (Little Bear) (Fernsehserie)
- 1996: Die Ritter der Schwafelrunde (Blazing Dragons) (Fernsehserie)
- 1996: Maximum Risk
- 1997: Tödlicher Irrtum (Double Take)
- 1997: Ein Killer kommt selten allein (The Wrong Guy)
- 2000–2002: Relic Hunter – Die Schatzjägerin (Relic Hunter) (Fernsehserie)
- 2002–2004: Mutant X (Fernsehserie)
- 2005–2007: Einfach Sadie! (Naturally, Sadie)
- 2010: Mein Babysitter ist ein Vampir – Der Film (My Babysitter's a Vampire)
- 2010–2015: Lost Girl (Fernsehserie)
- 2011–2013: Allein unter Jungs (Life with Boys)
- 2012: Hatfields & McCoys (Miniserie)
- 2013–2015: Surviving Evil – Im Angesicht des Bösen (Surviving Evil)
- 2015: Das schwarze Labyrinth (Andròn: The Black Labyrinth)
- 2015–2016: Dark Matter
- 2016: Conjuring 2
- seit 2016: Shadowhunters
- 2017: Sun Records (Fernsehserie)
- 2017: Sergeant Rex – Nicht ohne meinen Hund (Megan Leavey)
- 2017: Shape of Water – Das Flüstern des Wassers (Shape of Water)